# 菲利普斯縣 (科羅拉多州)
菲利普斯縣（英語：Phillips County）是美國科羅拉多州東北部的一個縣，東鄰內布拉斯加州。面積1,781平方公里。根據美國2000年人口普查，共有人口4,480人。縣治霍利奧克（Holyoke）。
成立於1889年3月27日。本縣紀念在東科羅拉多州開發了數個市鎮的林肯土地公司（Lincoln Land Company）秘書 R.O. Phillips。